# إيزابل برييسلر
إيزابيل بريسلير  (بالإسبانية: Isabel Preysler) هي ماريا إيزابيل بريسلير أراستيا (من مواليد 18 فبراير 1951 مانيلا)، عارضة أزياء ومقدمة برامج تلفزيونية إسبانية من أصل فلبيني.

## روابط خارجية
- إيزابل برييسلر على موقع IMDb (الإنجليزية)
- إيزابل برييسلر على موقع قاعدة بيانات الفيلم (الإنجليزية)